# Tamarix
- Commons
- Wikispecies

Tamargueira (Tamarix L.) é um género botânico pertencente à família Tamaricaceae.

## Espécies
| - Tamarix africana - Tamarix androssowii - Tamarix aphylla - Tamarix arceuthoides - Tamarix austromongolica - Tamarix boveana - Tamarix canariensis - Tamarix chinensis - Tamarix dalmatica - Tamarix dioica - Tamarix elongata | - Tamarix gallica - Tamarix gansuensis - Tamarix gracilis - Tamarix hampeana - Tamarix hispida - Tamarix hohenackeri - Tamarix indica - Tamarix jintaenia - Tamarix juniperina - Tamarix karelinii - Tamarix laxa | - Tamarix leptostachys - Tamarix meyeri - Tamarix mongolica - Tamarix parviflora - Tamarix ramosissima - Tamarix sachuensis - Tamarix smyrnensis - Tamarix taklamakanensis - Tamarix tarimensis - Tamarix tenuissima - Tamarix tetrandra |

- Lista completa

## Classificação do gênero
| Sistema | Classificação                     | Referência               |
| ------- | --------------------------------- | ------------------------ |
| Linné   | Classe Pentandria, ordem Trigynia | Species plantarum (1753) |